# Think (The Rolling Stones-låt)
Think är en låt skriven av Mick Jagger och Keith Richards (båda medlemmar i The Rolling Stones) och framfördes först med Chris Farlowe. Låten finns även med på albumet Aftermath där sången har en annorlunda text än på originalet och är mer än dubbelt så lång jämfört med den amerikanska versionen av albumet.